# Chirostoma jordani
Chirostoma jordani es una especie de pez del género Chirostoma, familia Atherinopsidae. Fue descrita científicamente por Woolman en 1894.
Se distribuye por América del Norte: centro de México. La longitud total (TL) es de 11,1 centímetros con un peso máximo de 8,05 gramos.
Está clasificada como una especie marina inofensiva para el ser humano.